# جاك هينريتش
جاك هينريتش هو سياسي كندي، ولد في 20 ديسمبر 1936 في ميشن في كندا. حزبياً، نشط في British Columbia Social Credit Party ‏.